# Platynus brunneomarginatus
Platynus brunneomarginatus är en skalbaggsart som beskrevs av Mannerheim. Platynus brunneomarginatus ingår i släktet Platynus och familjen jordlöpare. Inga underarter finns listade i Catalogue of Life.